# 贝纳费尔
贝纳费尔，是西班牙瓦伦西亚自治区卡斯特利翁省的一个市镇。总面积17平方公里，总人口150人（2001年），人口密度9人/平方公里。